# Daniel Krejčí
Daniel Krejčí (* 27. dubna 1992 Praha) je český lední hokejista hrající na postu obránce.

## Život
S ledním hokejem začínal ve svém rodném městě, v klubu HC Slavia Praha, ve kterém následně strávil svá dorostenecká a juniorská léta. Během nich patřil rovněž do kádru reprezentačního výběru České republiky do 18 let a posléze též do 20 let.
Během sezóny 2010/2011 se prvně objevil v mužském výběru, a to celku HC Berounští Medvědi, kam byl odeslán na hostování. Na další ročník se vrátil zpět mezi juniory pražské Slavie, avšak během roku se objevil i v mužském celku tohoto klubu a v rámci hostování rovněž na devatenáct utkání v klubu HC Most. Stejně tak ročník 2012/2013 hrál jak za juniory, tak v rámci hostování tentokrát znovu za berounské Medvědy. Na ročník 2013/2014 zapůjčila Slavia hráče na celou sezónu do týmu třineckých Ocelářů.
Ročník 2014/2015 hrál za pražskou Slavii, nicméně v rámci hostování nastupoval i za kladenské Rytíře a za Stadion Litoměřice. Na sezónu 2015/2016 si zkusil zahraniční angažmá, když odešel do slovenského HKm Zvolen. Na další ročník se sice vrátil zpět do své vlasti a hostoval v Benátkách nad Jizerou, ale během sezóny opětovně posílil zvolenský klub. Po návratu strávil ročník 2017/2018 na hostování v Karlových Varech, jimž pomohl i v baráži o extraligu na konci sezóny. Do západočeského celku navíc po sezóně přestoupil. V ročníku 2018/2019 ale nakonec za Karlovy Vary odehrál jen šest utkání. Další porci zápasů přidal na hostování u prostějovských Jestřábů. Navíc ještě potřetí přestoupil do zahraničí, tentokrát do slovenské Dukly Trenčín.
Jakmile sezóna skončila, stěhoval se Krejčí zpět do České republiky, tentokrát do klubu HC Slovan Ústí nad Labem. Z něj v průběhu ročníku přestoupil do celku HC RT TORAX Poruba 2011. Po sezóně, před začátkem ročníku 2020/2021, přestoupil Krejčí do pražské Slavie.